# Clannad
Clannad is een Ierse band. Hun muziek is afwisselend omschreven als volksmuziek, New Age of Keltisch. 
De band won een Grammy Award in 1999 voor het Beste New Age album.
De naam Clannad is een samentrekking van het Ierse 'Clann as Dobhair', dat is: familie uit het dorp Gaoth Dobhair. De groep werd in 1970 gevormd door de familie Brennan. Máire Brennan, Ciarán Brennan en Pól Brennan sloten zich aan bij hun ooms Noel Duggan en Pádraig Duggan en begonnen te zingen in hun vaders (Leo) herberg. De zus van Máire, Eithne Brennan, beter bekend als Enya, sloot zich aan bij de band in 1980 maar verliet de band twee jaar later (1982) om een solocarrière te beginnen.
De Ierse achternamen zijn:
| Engelse naam | Mannelijk Iers | Vrouwelijk Iers |
| ------------ | -------------- | --------------- |
| Brennan      | Ó Braonáin     | Ní Bhraonáin    |
| Duggan       | Ó Dugáin       | Ní Dhugáin      |

## Doorbraak
Clannad brak door met het themanummer voor de film Harry's Game, in 1983. Dat nummer verscheen op het album Magical Ring. In 1999 verscheen er een danceversie van Moya Brennan in samenwerking met Chicane getiteld Saltwater. In 1985 werd er een duet opgenomen met Bono van U2. Het duet In A Lifetime verscheen op het album Macalla en werd een wereldwijd succes. Een ander hoogtepunt werd het album Legend, speciaal opgenomen als soundtrack voor de succesvolle televisieserie Robin of Sherwood. Het album Banba uit 1993 bevatte de hitsingle I Will Find You, dat als thema voor de film The Last of the Mohicans werd gebruikt.
Voor het album Landmarks uit 1997 ontving Clannad een Grammy Award. Daarna  werden nog slechts enkele concerten gegeven.
Na het album Landmarks duurde het tot 2013 tot een nieuw studioalbum (Nádúr) door Clannad werd uitgebracht. Tussendoor werden nog enkele compilatie-cd's uitgebracht, en een live registratie van de Lore World Tour.

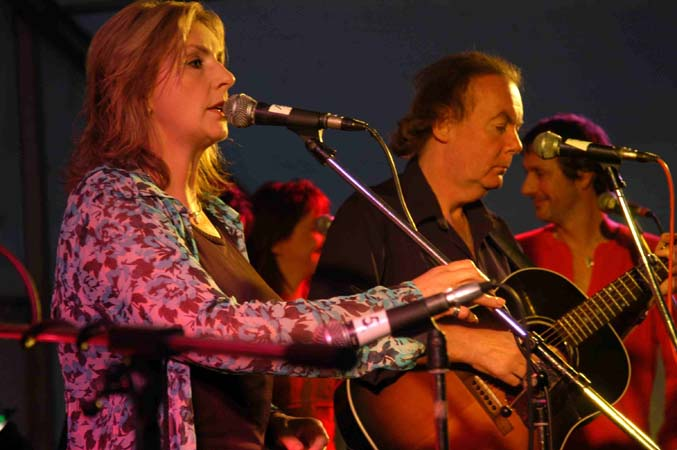
Clannad, 2005

## Heden
Máire heeft ook een solocarrière en heeft intussen zeven albums opgenomen. In 2002 besloot ze de spelling van haar naam in Moya Brennan te veranderen. Tijdens haar concerten speelt ze naast haar eigen werk ook nog een aantal nummers van Clannad.
In 2007 trad Clannad nog enkele keren samen op. In De Doelen in Rotterdam trad Moya Brennan op, samen met de complete originele bezetting van Clannad. De toegift van vijf nummers werd opgedragen aan de ouders van de bandleden, Leo en Baba Brennan. Naar aanleiding daarvan werden er nog enkele concerten gegeven.
In maart 2008 verzorgde Clannad voor het eerst sinds jaren weer een grote tour. In Engeland gaven ze twaalf concerten.
In november 2011 trad de band op in de Stadschouwburg van Brugge. Daarbij heeft de band laten weten dat ze aan een eerste live-dvd werken die in 2012 uitkwam. In 2013 verscheen het studioalbum Nádúr.

## Discografie

### Albums
| Album met eventuele hitnotering(en) in de Nederlandse Album Top 100 | Datum van verschijnen | Datum van binnenkomst | Hoogste positie | Aantal weken | Opmerkingen                                                        |
| ------------------------------------------------------------------- | --------------------- | --------------------- | --------------- | ------------ | ------------------------------------------------------------------ |
| Clannad                                                             | 1973                  | -                     | -               | -            |                                                                    |
| Clannad 2                                                           | 1975                  | -                     | -               | -            |                                                                    |
| Dúlamán                                                             | 1976                  | -                     | -               | -            |                                                                    |
| Clannad in Concert                                                  | 1979                  | -                     | -               | -            | Livealbum                                                          |
| Crann Úll                                                           | 1980                  | -                     | -               | -            |                                                                    |
| Fuaim                                                               | 1982                  | -                     | -               | -            |                                                                    |
| Magical Ring                                                        | 1983                  | 01-10-1983            | 20              | 6            |                                                                    |
| Legend                                                              | 1984                  | -                     | -               | -            | Soundtrack van de ITV TV serie Robin of Sherwood                   |
| Macalla                                                             | 1985                  | 15-02-1986            | 12              | 14           |                                                                    |
| The Collection                                                      | 1986                  | -                     | -               | -            | Verzamelalbum                                                      |
| Sirius                                                              | 1987                  | 14-11-1987            | 45              | 4            |                                                                    |
| Atlantic Realm                                                      | 1989                  | -                     | -               | -            | Soundtrack van de BBC TV serie 'The Natural World: Atlantic Realm' |
| The Angel and the Soldier Boy                                       | 1989                  | -                     | -               | -            | Soundtrack van de animatiefilm 'The Angel and the Soldier Boy'     |
| Past Present                                                        | 29-05-1989            | 10-06-1989            | 4               | 60           | Verzamelalbum / met twee nieuwe nummers                            |
| Anam                                                                | 1990                  | 27-10-1990            | 59              | 11           |                                                                    |
| Themes                                                              | 1992                  | -                     | -               | -            | Verzamelalbum / met twee nieuwe nummers                            |
| Banba                                                               | 1993                  | 15-05-1993            | 11              | 19           |                                                                    |
| Lore                                                                | 1996                  | 06-04-1996            | 16              | 23           |                                                                    |
| Rogha: The Best of Clannad                                          | 1996                  | -                     | -               | -            | Verzamelalbum                                                      |
| Celtic Collections                                                  | 1996                  | -                     | -               | -            | Verzamelalbum                                                      |
| The Ultimate Collection                                             | 1997                  | -                     | -               | -            | Verzamelalbum                                                      |
| In a Lifetime - The Ultimate Collection                             | 26-09-1997            | 04-10-1997            | 21              | 20           | Verzamelalbum                                                      |
| Landmarks                                                           | 1998                  | 04-04-1998            | 13              | 11           |                                                                    |
| An Díolaim                                                          | 15-06-1998            | -                     | -               | -            | Verzamelalbum                                                      |
| Celtic Collection                                                   | 1999                  | -                     | -               | -            | Verzamelalbum                                                      |
| Greatest Hits                                                       | 2000                  | -                     | -               | -            | Verzamelalbum                                                      |
| The Celtic Voice                                                    | 2000                  | -                     | -               | -            | Verzamelalbum                                                      |
| The Best of Clannad (Original Hits)                                 | 2001                  | -                     | -               | -            | Verzamelalbum                                                      |
| A Magical Gathering: The Clannad Anthology                          | 16-04-2002            | -                     | -               | -            | Verzamelalbum                                                      |
| The Best of - In a Lifetime                                         | 04-10-2003            | 22-11-2003            | 79              | 4            | Verzamelalbum / met twee nieuwe nummers                            |
| Clannad: Live in Concert                                            | 08-03-2005            | -                     | -               | -            | Livealbum                                                          |
| Songbook (The Very Best of Clannad)                                 | 2007                  | -                     | -               | -            | Verzamelalbum                                                      |
| Celtic Themes: The Very Best of Clannad                             | 2008                  | -                     | -               | -            | Verzamelalbum                                                      |
| Beginnings: The Best of the Early Years                             | 2008                  | -                     | -               | -            | Verzamelalbum                                                      |
| Original Album Classics                                             | 24-01-2011            | -                     | -               | -            | Verzamelalbum                                                      |
| The Essential Clannad                                               | 24-08-2012            | -                     | -               | -            | Verzamelalbum                                                      |
| Clannad: Christ Church Cathedral                                    | 11-01-2013            | -                     | -               | -            | Livealbum                                                          |
| Nádúr                                                               | 20-09-2013            | 28-01-2013            | 58              | 1            |                                                                    |
| Live in Scotland 2007                                               | 17-07-2014            | -                     | -               | -            | Livealbum                                                          |
| Turas 1980                                                          | 01-06-2018            | -                     | -               | -            | Livealbum                                                          |
| In a Lifetime                                                       | 13-03-2020            | -                     | -               | -            | Verzamelalbum / met twee nieuwe nummers                            |

### Singles
| Single met eventuele hitnotering(en) in de Nederlandse Top 40 | Datum van verschijnen | Datum van binnenkomst | Hoogste positie | Aantal weken | Opmerkingen                                  |
| ------------------------------------------------------------- | --------------------- | --------------------- | --------------- | ------------ | -------------------------------------------- |
| Theme from Harry's Game                                       | 1983                  | 10-09-1983            | 15              | 6            | Nr. 18 in de Single Top 100 / Alarmschijf    |
| In a Lifetime                                                 | 1986                  | 01-03-1986            | 11              | 7            | met Bono / Nr. 14 in de Single Top 100       |
| In Fortunes Hand                                              | 1990                  | -                     | tip 8           | -            | Nr. 65 in de Single Top 100                  |
| Both sides now                                                | 1992                  | -                     | tip 4           | -            | met Paul Young / Nr. 41 in de Single Top 100 |
| Theme from Harry's Game                                       | 1983                  | 05-06-1993            | 9               | 9            | Nr. 8 in de Single Top 100                   |

| Single met hitnotering(en) in de Vlaamse Ultratop 50 | Datum van verschijnen | Datum van binnenkomst | Hoogste positie | Aantal weken | Opmerkingen                            |
| ---------------------------------------------------- | --------------------- | --------------------- | --------------- | ------------ | -------------------------------------- |
| In a Lifetime                                        | 1986                  | -                     | -               | -            | met Bono / Nr. 25 in de Radio 2 Top 30 |

### NPO Radio 2 Top 2000
| Nummers met noteringen in de NPO Radio 2 Top 2000 | '99 | '00 | '01 | '02 | '03 | '04 | '05 | '06 | '07 | '08 | '09 | '10  | '11  | '12  | '13  | '14  | '15  | '16  | '17  | '18  | '19  | '20  | '21  | '22  | '23  | '24  |
| ------------------------------------------------- | --- | --- | --- | --- | --- | --- | --- | --- | --- | --- | --- | ---- | ---- | ---- | ---- | ---- | ---- | ---- | ---- | ---- | ---- | ---- | ---- | ---- | ---- | ---- |
| In a Lifetime (met Bono)                          | -   | 349 | 259 | 280 | 403 | 430 | 503 | 503 | 521 | 454 | 651 | 642  | 563  | 779  | 765  | 816  | 804  | 862  | 915  | 1118 | 1088 | 1300 | 1099 | 1182 | 1164 | 1197 |
| Theme from Harry's Game                           | 253 | 309 | 414 | 417 | 457 | 531 | 646 | 704 | 785 | 605 | 996 | 1011 | 1019 | 1348 | 1238 | 1069 | 1212 | 1188 | 1208 | 1416 | 1571 | 1566 | 965  | 1407 | 1391 | 1637 |

1. ↑  Een '-' betekent dat het nummer niet was genoteerd en een vetgedrukt getal geeft de hoogste notering van een nummer aan.

### Dvd's
| Dvd's met hitnoteringen in de Nederlandse Music Top 30 | Datum van verschijnen | Datum van binnenkomst | Hoogste positie | Aantal weken | Opmerkingen |
| ------------------------------------------------------ | --------------------- | --------------------- | --------------- | ------------ | ----------- |
| Christ Church Cathedral                                | 2013                  | 09-02-2013            | 23              | 4            |             |